# Европско првенство у атлетици на отвореном 1946 — 1.500 метара за мушкарце
Трка на 1.500 м у мушкој конкуренцији на 3. Европском првенству у атлетици 1946. одржана је 24, и 25. августа на стадиону Бислет у Ослу.
Титулу освојену у Паризу 1938, није бранио Сидни Вудерсон из Уједињеног Краљевства.

## Земље учеснице
Учествовало је 14 такмичара из 11 земаља.
1. Данска (1)
2. Исланд (1)
3. Мађарска (1)
4. Норвешка (2)
5. Пољска (1)
6. Совјетски Савез (1)
7. Уједињено Краљевство (2)
8. Француска (1)
9. Чехословачка (2)
10. Швајцарска (1)
11. Шведска (1)

## Рекорди
| Рекорди пре почетка Европског првенства 1938. | Рекорди пре почетка Европског првенства 1938. | Рекорди пре почетка Европског првенства 1938. | Рекорди пре почетка Европског првенства 1938. | Рекорди пре почетка Европског првенства 1938. |
| --------------------------------------------- | --------------------------------------------- | --------------------------------------------- | --------------------------------------------- | --------------------------------------------- |
| Светски рекорд                                | Гундер Хег Шведска                            | 3:43,0                                        | Гетеборг Шведска                              | 7. јул 1944.                                  |
| Европски рекорд                               | Гундер Хег Шведска                            | 3:43,0                                        | Гетеборг Шведска                              | 7. јул 1944.                                  |
| Рекорди европских првенстава                  | Сидни Вудерсон Уједињено Краљевство           | 3:53,6                                        | Париз, Француска                              | 5. септембар 1938.                            |
| Рекорди после Европског првенства 1946.       |                                               |                                               |                                               |                                               |
| Рекорди европских првенстава                  | Ленарт Странд Шведска                         | 3:48,0                                        | Осло, Норвешка                                | 25. август 1946.                              |

## Освајачи медаља
|                       |                       |                       |
| Ленарт Странд Шведска | Хенри Ериксон Шведска | Ерик Јоргенсен Данска |

## Резултати

### Квалификације
Квалификације су одржане 24. августа. Такмичари су подељени у две квалификационе групе из којих су се по четворица првопласираних пласирала у финале (КВ)
| Место | Група | Атлетичар              | Земља                | Резултат | Бел. |
| ----- | ----- | ---------------------- | -------------------- | -------- | ---- |
| 1.    | 2     | Хенри Ериксон          | Шведска              | 3:54,6   | КВ   |
| 2.    | 2     | Даглас Вилсон          | Уједињено Краљевство | 3:55,0   | КВ   |
| 3.    | 1     | Ленарт Странд          | Шведска              | 3:56,6   | КВ   |
| 4.    | 1     | Шандор Гараи           | Мађарска             | 3:56,8   | КВ   |
| 5.    | 1     | Ерик Јоргенсен         | Данска               | 3:57,0   | КВ   |
| 6.    | 1     | Вацлав Чевона          | Чехословачка         | 3:57,4   | КВ   |
| 7.    | 1     | Александар Пугачевскиј | Совјетски Савез      | 3:57,6   |      |
| 8.    | 2     | Пол Меснер             | Француска            | 3:58,0   | КВ   |
| 9.    | 1     | Оскар Јонсон           | Исланд               | 3:58,4   | НР   |
| 10.   | 2     | Лубош Вомацка          | Чехословачка         | 3:58,8   | КВ   |
| 11.   | 2     | Асбјерн Хансен         | Норвешка             | 3:59,0   |      |
| 12.   | 1     | Вили Спонберг          | Норвешка             | 50,3     |      |
| 13.   | 2     | Валтер Луц             | ШЧехословачка        | 4:04,2   |      |
| 14.   | 2     | Клартан Јохансон       | Пољска               | 4:10,8   |      |

### Финале
Финале је одржано 23. августа у 15.10.
| Место | Атлетичар      | Земља                | Резултат | Бел. |
| ----- | -------------- | -------------------- | -------- | ---- |
|       | Ленарт Странд  | Шведска              | 3:48,0   | РЕП  |
|       | Хенри Ериксон  | Шведска              | 3:48,8   |      |
|       | Ерик Јоргенсен | Данска               | 3:52,8   |      |
| 4.    | Вацлав Чевона  | Чехословачка         | 3:53,0   | НР   |
| 5.    | Шандор Гараи   | Мађарска             | 3:53,0   |      |
| 6,    | Даглас Вилсон  | Уједињено Краљевство | 3:53,2   |      |
| 7.    | Пол Меснер     | Француска            | 3:56,6   |      |
| 8.    | Лубош Вомацка  | Чехословачка         | 4:07,2   |      |

## Укупни биланс медаља у трци на 1.500 метара за мушкарце после 3. Европског првенства 1934—1946.
|    | Земља                | Злато | Сребро | Бронза | Укупно |
| -- | -------------------- | ----- | ------ | ------ | ------ |
| 1. | Шведска              | 1     | 1      | 0      | 2      |
| 2. | Италија              | 1     | 0      | 1      | 2      |
| 3. | Уједињено Краљевство | 1     | 0      | 0      | 1      |
| 4. | Белгија              | 0     | 1      | 0      | 1      |
| 4. | Мађарска             | 0     | 1      | 0      | 1      |
| 6. | Данска               | 0     | 0      | 1      | 1      |
| 6. | Француска            | 0     | 0      | 1      | 1      |
|    | Укупно {7}           | 3     | 3      | 3      | 9      |

|    | Атлетичар             | Земља | Злато | Сребро | Бронза | Укупно |
| -- | --------------------- | ----- | ----- | ------ | ------ | ------ |
| 1. | Луиђи Бекали, Италија | 1     | 0     | 1      | 2      |        |